# لورد (فرانسه)
لوردس (به فرانسوی: Lourdes) یک کامین در فرانسه است که در Arrondissement of Argelès-Gazost واقع شده‌است.

## خصوصیات
لوردس ۳۶٫۹۴ کیلومترمربع مساحت و ۱۵٬۲۵۴ نفر جمعیت دارد.

## خواهرخوانده
شهرهای Mariazell، آلتوتیگ، فاتیما، Loreto و چستوهووا خواهرخوانده‌های لوردس هستند.